# Nordpolhotellet

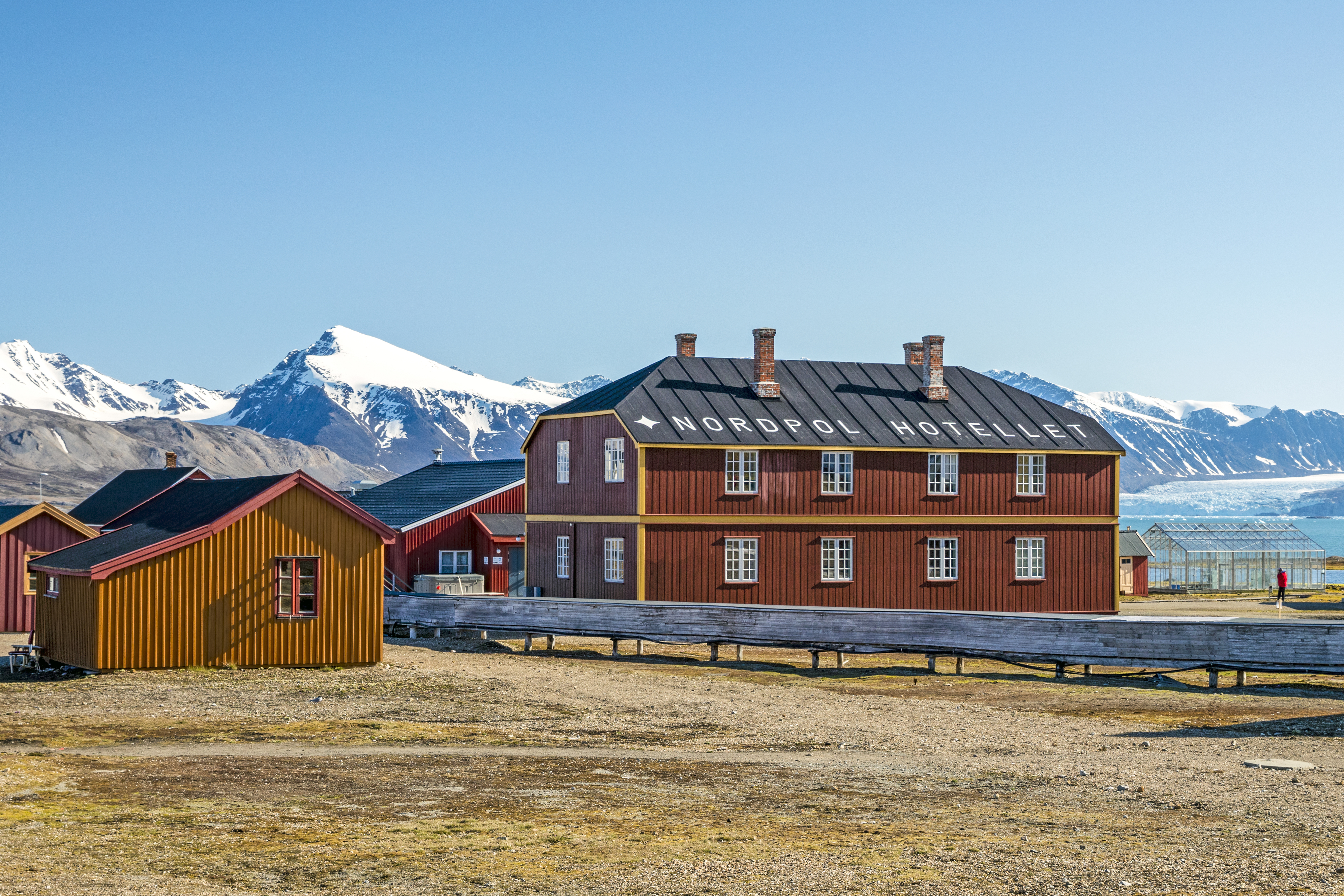
Nordpolhotellet från norr

Nordpolhotellet är en tidigare hotellbyggnad i Ny-Ålesund i Svalbard.
Nordpolhotellet är en tvåvånings träbyggnad med halvvalmat tak, som uppfördes 1919 som bostadsbarack med fyra- och sexmannarum för gruvarbetare i ortens nyöppnade kolgruva. Arkitekt var Jens Flor. Det öppnade den 3 september 1939 som hotell för en från 1936 begynnande turisttrafik med kryssningsfartyg, men stängdes strax därefter på grund av utbrottet av andra världskriget. Efter andra världskriget har byggnaden utnyttjats som mäss för gruvarbetarna vid de återöppnade gruvorna.
Ett försök att återuppta hotelldriften gjordes sommarsäsongerna 1965 och 1966 av Troms Fylkes Dampskibsselskap. Det rustades upp 1998 och är idag förläggningsbyggnad för forskare på uppdrag i Svalbard samt andra tillfälliga besökare i forskningsbyn. Rum hyrs ut genom förhandsarrangemang med Kings Bay AS. Fastigheten ägs som nästan alla byggnader i Ny-Ålesund av Kings Bay AS.
Nordpolhotellet saknar kök, matsal och bar. Liksom för alla andra bosatta i Ny-Ålesund intar hotellets gäster måltider på mässen i det av Kings Bay AS drivna Servicehuset.